# Leporinus taeniofasciatus
Leporinus taeniofasciatus är en fiskart som beskrevs av Britski, 1997. Leporinus taeniofasciatus ingår i släktet Leporinus och familjen Anostomidae. Inga underarter finns listade i Catalogue of Life.